# Йоганнес Окегем
Йога́ннес (Жан) де Океге́м (Ockeghem, Okeghem, Hocquegam, Ockenheim також зустрічаються інші написання) (близько 1425, Сен-Гіслен, біля Монсу — 6 лютого 1497, Тур) — франко-фламандський композитор, центральний представник другого покоління нідерландської школи

## Біографія
Народився в містечку Сен-Гіслен поблизу Монсу. Навчався у метризі собору Нотр-Дам в Антверпені. З 24 червня 1443 р. по 24 червня 1444 р. співав у цьому соборі під керівництвом Й. Пюллуа. В 1446—1448 рр. Окегем — півчий капели герцога Карла І Бурбона в Мулені (Франція).
З 1452 р. і до кінця життя Окегем керував капелою французького королівського двору (був першим капеланом і капельмейстером). З 1456 Окегем — королівський радник і скарбник абатства Сен-Мартен в Typі (там розміщалася королівська резиденція). В 1460-х рр. в цій найважливішої для музики 15 в. церкви Франції працював Антуан Бюнуа. Будучи на службі французькому двору (королям Карлу VII й Людовику XI), він обіймав посаду каноніка собору Паризької Богоматері (1463—1470) і церкви Св. Бенуа.
У 1470 р. відвідав Іспанію. Після смерті Людовика XI (1483 р.). Він продовжував виконуючи обов'язки першого капелана королівського двору, очевидно до 1488 р. В 1484 р. він їздив у Фландрію, в Брюгге. Помер Окегем 6 лютого 1497 р. в Турі.

## Творчість
Музичний стиль Окегема вважають сполучною ланкою між першим поколінням нідерландської школи й композиторами наступних поколінь, зокрема Я. Обрехтом та учнем Окегема — Жоскеном Депре, що створив мотет на смерть вчителя «La deploration de la mort de Johannes Ockeghem».
У творчості Окегема представлені всі жанри, характерні нідерландській школі: меса, мотет і шансон. Найважливішим жанром для нього виявляється меса, він виявив себе як видатний поліфоніст. Музика Окегема дуже динамічна, мелодична лінія рухається в широкому діапазоні, має широку амплітуду. Разом з тим для Окегема характерні плавність інтонації, чиста діатоніка, стародавнє ладове мислення. На відміну від музики Дюфаї, вона менше пов'язана з текстом, багата на розспіви, більш імпровізаційна та експресивна.
Окегем часто включає в свої твори імітації та канони. Разом з імітаціями в приму й октаву, він використовує кварту й квінту, більшість імітацій двоголосні, але зустрічаються три-, чотири- і п'ятиголосні. Канонам композитор приділяє особливу увагу як формі й принципу поліфонічного руху. Для поліфоністів XVI століття буде характерна суцільна імітаційність, Окегем намічає цю перспективу
Із творчої спадщина Окегема збереглися:
- близько 14 мес (11 повністю)
- 9—13 (за різними даними) мотетів:
- більше 20 шансонів

Існує багато творів, приналежність яких Окегему ставиться під сумнів, серед них відомий мотет «Deo gratias» для 36 голосів. Деякі анонімні шансони приписуються Окегему на підставі схожості стилю.

### Меси
Тринадцять мес Окегема збереглися в рукописі 15-го століття, відомого за назвою «Chigi codex».
Серед мес переважають чотириголосні, є дві п'ятиголосні й одна восьмиголосна.
Для тем своїх мес Окегем використовує народні («L'homme armé»), власні («Ma maistresse»), або мелодії інших авторів (наприклад  Жиля Беншуа в «De plus en plus»). Є меси й без запозичених тем («Quinti toni», «Sine nomine», «Cujusvis toni»).
Меса «Prolationum» повністю складається із канонів. В п'ятьох її основних частинах усього 15 розділів, і кожний з них є каноном. Окегем розташовує канон в перших десятьох розділах меси таким чином, що інтервал між вступами голосів послідовно збільшується від прими, секунди, терції і т. буд. до октави.
Меса «Cujusvis toni» («будь-якого тону») цікава тим, що одну й ту саму музику композитор пропонує виконувати в будь-якому ладі: дорійскому, фригійскому, лідійському або міксолідійскому.
При цьому міняються співвідношення між звуками і їхніми функціями в ладу, що надає звучанню зовсім інше ладо-гармонічне забарвлення.

### Мотети і шансони
Мотети й шансони Окегема безпосередньо примикають до його мес і відрізняються від них головним чином своїми масштабами. Серед мотетів є пишні, святкові добутки, а також строгіші духовні хорові твори.
Найбільш відомий святковий вдячний мотет «Deo gratias», написаний для чотирьох дев'ятиголосних складів і тому вважається 36-голосним. В дійсності він складається із чотирьох дев'ятиголосних канонів (на чотири різні теми), які випливають один за іншим з невеликими накладеннями початку наступного на закінчення попередні. В місцях накладення звучать 18 голосів, реального 36-голосся у мотеті немає.
Пісні Окегема набагато більш поліфонічні, чим пісні Беншуа й навіть Дюфаї, в них мало танцювальності, легкості, камерній інтимності. Динаміка великих мелодичних хвиль, позаособовий характер образності й загальний склад a cappella зближує їх з месами й мотетами. Ліризмом і камерністю виділяється пісня «Malheur me bat», що стала разом з «Fors seulement» дуже популярною й послужила першоосновою для творів сучасників Окегема.